# Havanūr
Havanūr är en ort i Indien.   Den ligger i distriktet Haveri och delstaten Karnataka, i den södra delen av landet, 1 500 km söder om huvudstaden New Delhi. Havanūr ligger 523 meter över havet och antalet invånare är 7 306.
Terrängen runt Havanūr är platt. Runt Havanūr är det ganska tätbefolkat, med 185 invånare per kvadratkilometer. Närmaste större samhälle är Guttal, 7,2 km väster om Havanūr. Trakten runt Havanūr består till största delen av jordbruksmark.